# Jacques-Pierre de Taffanel de la Jonquière

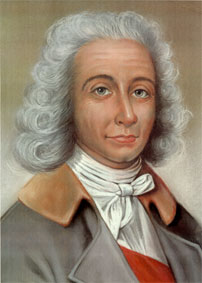
Jacques-Pierre de la Jonquière.

Jacques-Pierre de Taffanel de la Jonquière, född den 18 april 1685, död den 17 mars 1752, var en fransk markis och amiral, som var generalguvernör över Nya Frankrike 1746 till 1752.
de la Jonquiére tjänstgjorde över ett halvt århundrade, deltog under Dugay-Trouin i Rio de Janeiros belägring 1711 och var 1744 amiral Courts flaggkapten i sjöslaget vid Toulon. I sjöslaget vid Finisterre 1747 underhöll han med endast sex linjeskepp en hårdnackad strid mot 17 engelska skepp under amiralerna Anson och Warren och väckte genom sin lysande tapperhet motståndarnas beundran. Vid sin död var han "lieutenant general des armées navales de France" och generalguvernör i Kanada.